# Paul Josef Cordes
Paul Josef Cordes   (Kirchhundem, 5 de setembre de 1934 - Roma, 15 de març de 2024) fou un cardenal alemany de l'Església Catòlica. Serví com a President del President Emèrit del Consell Pontifici Cor Unum (1995-2010) i fou elevat al cardenalat el 2007.

## Biografia
Cordes va néixer a Kirchhundem, Rin del Nord-Westfàlia, graduant-se al gymnasium d'Attendorn el 1955. Estudià medicina durant dos semestres a Münster i filosofia a la facultat de Paderborn, així com a Lió. Després d'estudiar teologia a Paderborn, Cordes estudià a la Universitat de Mainz, on seria assistent del Professor Karl Lehmann, sota el qual defensaria la seva tesi "Sendung zum Dienst. Exegetisch-historische und systematische Studien zum Konzilsdekret 'Über Leben und Dienst der Priester'" (Lliurar-se al servei. Estudis exegètico-històrics i sistemàtics del Decret conciliar "Sobre la vida i el ministeri dels sacerdots"), 1971.
Cordes va ser ordenat al presbiterat per l'arquebisbe Lorenz Jäger el 21 de desembre de 1961. Serví com a prefecte del Studienheim Sankt Klemens per les vocacions tardanes dels bisbats de Paderborn i Münster fins al 1966. Entre 1966-69, Cordes va ser Prefecte del Collegium Leonium, el seminari arxidiocesà de Paderborn. El 1972 va ser cridat al secretariat de la Conferència Episcopal Alemanya, on serví en afers pastorals.
El 27 d'octubre de 1975, Cordes va ser nomenat bisbe auxiliar de Paderborn i bisbe titular de Naissus per Pau VI. Rebé la seva consagració episcopal l'1 de febrer de 1976 de l'arquebisbe Johannes Joachim Degenhardt, amb el cardenal Julius Döpfner i el bisbe Paul Nordhues servint com a co-consagradors, a la catedral de Paderborn. Cordes va ser nomenat canonge honorífic del capítol de Paderborn el 20 de juliol de 1980.
Entra al servei de la Cúria romana en ser nomenat vicepresident del Consell pontifici per als Laics l'11 de març de 1980. El 2 de desembre de 1995, Cordes va ser fet President del Consell Pontifici Cor Unum, sent promogut al rang d'arquebisbe. Serví com a enviat papal especial als pobles de Nicaragua, El Salvador, Hondures i Guatemala, després de la catàstrofe de l'huracà Mitch entre el 29 de novembre i el 3 de desembre de 1998.
El papa Benet XVI el creà Cardenal diaca de San Lorenzo in Piscibus al consistori del 24 de novembre de 2007. Cordes fou elegible per participar en qualsevol conclave fins que complí els 80 anys, el 5 de setembre de 2014. El 2013 participà en el conclave que escollí el Papa Francesc.
El 12 de juny de 2008, a més de les seves tasques principals, va ser nomenat per Benet XVI com a membre de les congregacions per les Causes dels Sants, pel Clergat i per l'Evangelització dels Pobles, així com pel Consell pontifici per a la Justícia i la Pau. Al novembre de 2010 també va ser nomenat membre de la Congregació pels Bisbes. Cessà presumiblement d'aquests dicasteris en complir els 80 anys.

## Opinions
En un article al Catholic Herald, Cordes afirmà que la secularització prové de la idea britànica d'inicis del segle xvii que la democràcia hauria de ser portada com un principi moral i religiós, en línia amb la idea reformista del presbiterat de tots els creients. Argumentà que un principi així seria fatal per l'Església si la teologia centrada en els laics del Concili Vaticà II s'apliqués de manera semblant. Afirmà que la premsa alemanya estava intentant convertir el cas Williamson en un Cas Benet.

## Honors
Gran Creu amb Estrella de l'orde del Mèrit de la República Federal d'Alemanya